# Montebello Vicentino
Montebello Vicentino ist eine nordostitalienische Gemeinde (comune) mit 6325 Einwohnern (Stand 31. Dezember 2023) in der Provinz Vicenza in Venetien. Die Gemeinde liegt etwa 16 Kilometer von Vicenza am Guà und grenzt unmittelbar an die Provinz Verona.

## Verkehr
Die Gemeinde liegt mit einem Bahnhof an der Bahnstrecke Milano–Venezia. Durch die Gemeinde führt die Autostrada A4 von Turin nach Triest. Etwa parallel dazu verläuft die Strada Regionale Padana Superiore.